# SN 2004gz
SN 2004gz – supernowa typu Ia odkryta 28 grudnia 2004 roku w galaktyce M+10-23-45. W momencie odkrycia miała maksymalną jasność 16,40m.